# András Mészáros
András Mészáros (Szentes, 12 aprile 1941) è un ex ciclista su strada ungherese.
Ciclista dilettante, Mészáros partecipò ai Giochi olimpici del 1964 a Tokyo. Con il quartetto ungherese che includeva anche László Mahó, János Juszkó e Ferenc Stámusz arrivò dodicesimo nella cronometro a squadre, e si classificò poi 35° nella gara individuale vinta da Mario Zanin. Fu di nuovo olimpionico quattro anni dopo, ai Giochi del 1968 a Città del Messico: in quella rassegna si classificò diciassettesimo nella cronometro a squadre in quartetto con András Takács, Imre Géra e Tibor Magyar.
Nel 1963 prese parte alla Corsa della Pace, gara a tappe internazionale per dilettanti, ma si ritirò dalla corsa. Nello stesso anno vinse il Giro d'Ungheria.